# Ruellia monanthos
Ruellia monanthos là một loài thực vật có hoa trong họ Ô rô. Loài này được (Nees) Bojer ex T. Anderson miêu tả khoa học đầu tiên năm 1863.